# Company B (álbum)
Company B é o álbum de estreia do grupo de freestyle Company B, lançado em 1987 pela Atlantic Records. Os membros do grupo nessa época consistiam em Lori Ledesma, Lezlee Livrano e Susan Johnson, e todas as faixas foram escritas e produzidas pelo músico Ish Ledesma, exceto por "Jam on Me", produzida por Rick Quintero.
Compilando oito faixas de estilo dance-pop e freestyle, o álbum gerou quatro hits na parada Hot Dance Music/Club Play, incluindo a canção "Fascinated", que alcançou a primeira posição. A canção também foi tocada nas grandes rádios e alcançou a posição #21 na Billboard Hot 100. Após o sucesso do álbum, Lezlee Livrano e Susan Johnson deixaram o grupo e foram substituídas por novos membros.
Fora de catálogo, cópias do álbum em vinil ou CD tem preços elevados em vários sites como eBay.
| Críticas profissionais                                                      | Críticas profissionais |
| Avaliações da crítica                                                       | Avaliações da crítica  |
| Fonte                                                                       | Avaliação              |
| --------------------------------------------------------------------------- | ---------------------- |
| allmusic                                                                    | [ 1 ]                  |
| Wilson & Alroy's                                                            | [ 2 ]                  |
| Esta tabela precisa de ser acompanhada por texto em prosa. Consulte o guia. |                        |

## Faixas
| N.º | Título                        | Duração |  |
| 1.  | "Fascinated"                  | 5:21    |  |
| 2.  | "Spin Me Around"              | 4:53    |  |
| 3.  | "Signed in Your Book of Love" | 5:33    |  |
| 4.  | "I'm Satisfied"               | 5:10    |  |
| 5.  | "Perfect Lover"               | 4:59    |  |
| 6.  | "Full Circle"                 | 5:45    |  |
| 7.  | "Jam on Me"                   | 5:07    |  |
| 8.  | "Infatuate Me"                | 5:07    |  |

Faixa Bônus
| N.º | Título               | Duração |  |
| 10. | "Fascinated" (Remix) | 6:44    |  |

## Posições nas paradas musicais
| Parada musical (1987)          | Melhor posição |
| ------------------------------ | -------------- |
| Estados Unidos - Billboard 200 | 143            |